# Championnats de France de triathlon longue distance 2014
Navigation
Édition précédente Édition suivante
Les championnats de France de triathlon longue distance 2014, qui ont lieu à Gravelines le dimanche 6 juillet 2014.

## Championnat de France de triathlon longue distance 2014

### Résultats

#### Homme
|        | Triathlète         | Temps           |
| ------ | ------------------ | --------------- |
| Or     | Sylvain Sudrie     | 4 h 04 min 55 s |
| Argent | Antony Costes      | 4 h 08 min 07 s |
| Bronze | Cyril Viennot      | 4 h 11 min 24 s |
| 4      | Valentin Rouvier   | 4 h 12 min 48 s |
| 5      | Stéphan Bignet     | 4 h 13 min 34 s |
| 6      | Gwénaël Ouilleres  | 4 h 14 min 57 s |
| 7      | Guillaume Gillodts | 4 h 18 min 39 s |
| 8      | Manuel Roux        | 4 h 19 min 27 s |

#### Femme
|        | Triathlète                | Temps           |
| ------ | ------------------------- | --------------- |
| Or     | Isabelle Ferrer           | 4 h 39 min 29 s |
| Argent | Sabrina Godard-Monmarteau | 4 h 46 min 50 s |
| Bronze | Alexandra Roucher         | 5 h 00 min 31 s |
| 4      | Céline Feder              | 5 h 01 min 31 s |
| 5      | Anaïs Robin               | 5 h 05 min 48 s |

La médaille de bronze aurait dû revenir à Juliette Coudrey, qui a franchi la ligne d'arrivée en 3e position en 4h 54 min 36 s. Mais celle-ci ne concourrait pas en élite, mais en groupe d'âges. C'est donc Alexandra Roucher qui prend la troisième place élite.